# Бамбукова завеса
Бамбуковата завеса е евфемизъм на термина желязна завеса за Източна Азия.
Словосъчетанието е употребявано по-малко, отколкото „желязна завеса“, доколкото последната съществува стабилно повече от 40 години, докато границите и параметрите на „бамбуковата“ постоянно са се меняли.
Днес е установено използването на израза само по отношение на Бирма. Употребява се също така и за демилитаризираната зона между Южна и Северна Корея.